# Уштобе (Восточно-Казахстанская область)
Уштобе (каз. Үштөбе) — село в Улькен Нарынском районе Восточно-Казахстанской области Казахстана. Входит в состав Алтынбельского сельского округа. Находится примерно в 21 км к юго-востоку от районного центра, села Улькен Нарын. Код КАТО — 635449500.

## Население
В 1999 году население села составляло 295 человек (148 мужчин и 147 женщин). По данным переписи 2009 года, в селе проживало 208 человек (101 мужчина и 107 женщин).